# Карл Фридрих (Саксония-Ваймар-Айзенах)
Карл Фридрих фон Саксония-Ваймар-Айзенах (на немски: Carl Friedrich von Sachsen-Weimar-Eisenach; * 2 февруари 1783, Ваймар; † 8 юли 1853, Ваймар) от Ернестинските Ветини е от 1828 до 1853 г. велик херцог на Саксония-Ваймар-Айзенах.

## Живот
Той е най-възрастният син на велик херцог Карл Август фон Саксония-Ваймар-Айзенах (1757 – 1828) и съпругата му Луиза фон Хесен-Дармщат (1757 – 1830), дъщеря на Лудвиг IX, ландграф на Хесен-Дармщат. По-малкият му брат е принц Карл Бернхард (1792 – 1862).
Карл Фридрих се жени в Санкт Петербург на 3 август 1804 г. за руската велика княгиня Мария Павловна, дъщеря на убития през 1801 г. цар Павел I и сестра на последника му Александър I.

## Деца
Карл Фридрих и Мария Павловна имат децата:
- Павел Александер Карл Константин Фридрих Август (1805 – 1806)
- Мария (1808 – 1877)

∞ 1827 принц Карл Пруски (1801 – 1883)
- Августа (1811 – 1890)

∞ 1829 крал Вилхелм I от Прусия (1797 – 1888)
- Карл Александер (1818 – 1901), велик херцог на Саксония-Ваймар-Айзенах

∞ 1842 принцеса София Нидерландска (1824 – 1897)